# Endlich erzeugte abelsche Gruppe
Eine endlich erzeugte abelsche Gruppe ist eine abelsche Gruppe {\displaystyle (G,+)}, die endlich erzeugt ist. Der Hauptsatz über endlich erzeugte abelsche Gruppen liefert eine vollständige Klassifikation dieser Gruppen.

## Beispiele und Gegenbeispiele
- Alle endlichen Gruppen sind endlich erzeugt. Daher sind auch endliche abelsche Gruppen endlich erzeugt.
- Die ganzen Zahlen {\displaystyle (\mathbb {Z} ,+)} sind eine unendliche abelsche Gruppe, die endlich erzeugt ist mit 1 als Erzeuger.
- Jede direkte Summe von endlich vielen endlich erzeugten abelschen Gruppen ist wieder eine endlich erzeugte abelsche Gruppe.
- Die additive Gruppe der rationalen Zahlen {\displaystyle (\mathbb {Q} ,+)} ist nicht endlich erzeugt: Zu {\displaystyle x_{1},\ldots ,x_{s}} wähle man eine natürliche Zahl {\displaystyle w}, die teilerfremd zu den Nennern aller {\displaystyle x_{i}} ist; dann kann {\displaystyle {\tfrac {1}{w}}} nicht als ganzzahlige Linearkombination von {\displaystyle x_{1},\ldots ,x_{s}} dargestellt werden.

## Klassifikation
Jede Untergruppe und Faktorgruppe einer endlich erzeugten abelschen Gruppe ist wieder endlich erzeugt abelsch. Die endlich erzeugten abelschen Gruppen zusammen mit den Gruppenmorphismen bilden eine abelsche Kategorie.
Man beachte, dass nicht jede abelsche Gruppe von endlichem Rang endlich erzeugt ist.
{\displaystyle \mathbb {Q} } zum Beispiel ist von Rang 1, aber nicht endlich erzeugt. Ein weiteres Beispiel
ist die direkte Summe von unendlich vielen Kopien von {\displaystyle \mathbb {Z} /2\mathbb {Z} }, diese ist
von Rang 0, aber auch nicht endlich erzeugt.
Der Hauptsatz über endlich erzeugte abelsche Gruppen besagt, dass jede endlich erzeugte abelsche Gruppe {\displaystyle G} zu einer endlichen direkten Summe von zyklischen Gruppen, deren Ordnung die Potenz einer Primzahl ist, und unendlichen zyklischen Gruppen isomorph ist.

## Endliche abelsche Gruppen
- Aus der Klassifikation folgt insbesondere, dass jede endliche abelsche Gruppe {\displaystyle G} isomorph ist zu einer endlichen direkten Summe von endlichen zyklischen Gruppen, deren Ordnung die Potenz einer Primzahl ist.
- Zu jeder natürlichen Zahl {\displaystyle N\in \mathbb {N} } mit der Primfaktorzerlegung {\displaystyle N={p_{1}}^{r_{1}}\cdot {p_{2}}^{r_{2}}\cdots {p_{k}}^{r_{k}}} existieren genau {\displaystyle a(N)=P(r_{1})\cdot P(r_{2})\cdots P(r_{k})} Isomorphietypen von abelschen Gruppen mit {\displaystyle N} Elementen. Die Funktion {\displaystyle P} ist die Partitionsfunktion(Folge A000041  in OEIS), die Folge {\displaystyle a(N)} ist Folge A000688  in OEIS.

- Jede solche abelsche Gruppe mit {\displaystyle N} Elementen besitzt ein Erzeugendensystem aus höchstens {\displaystyle \max(r_{1},r_{2},\ldots r_{k})} Elementen.

- Speziell gilt: Ist {\displaystyle N} eine quadratfreie natürliche Zahl, dann ist jede abelsche Gruppe mit {\displaystyle N} Elementen zyklisch.